# Acianthera punctatiflora
Acianthera punctatiflora  es una especie de orquídea epifita que se puede encontrar en Río de Janeiro y São Paulo, Brasil.

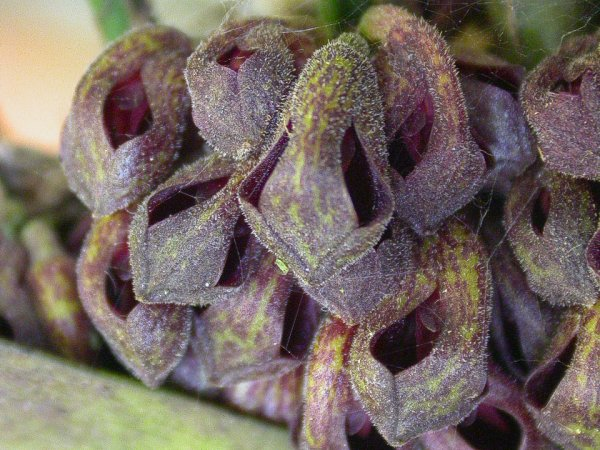
Detalle de las flores

## Descripción
Desde 2010 esta planta se clasifica en la Sección Cryptophoranthae de Acianthera pero se conocía anteriormente como Cryptophoranthus punctatus. Los Cryptophoranthus son especies brasileñas de Acianthera con tallos cortos y flores junto al sustrato. Sus flores tienen pegados los extremos de los sépalos que forman una pequeña ventana. Se trata de especies de este grupo que tienen las flores más oscuras y se unen con hojas largas y flexibles. 

## Taxonomía
Acianthera punctatiflora fue descrita por (Luer) Pridgeon & M.W.Chase  y publicado en Lindleyana 16(4): 246. 2001.
Etimología
Acianthera: nombre genérico que es una referencia a la posición de las anteras de algunas de sus especies.
punctatiflora: epíteto latino que significa "pubescente".
Sinonimia
- Acianthera punctata (Barb.Rodr.) F.Barros
- Cryptophoranthus punctatus Barb.Rodr.
- Pleurothallis punctatiflora Luer[5][6]